# Sacheon
Sacheon ist eine Stadt in der Provinz Gyeongsangnam-do in Südkorea. Südöstlich der Stadt befindet sich der Hallyeohaesang-Nationalpark.

## Geschichte
Während der Periode der Drei Reiche von Korea war Sacheon Teil von So Gaya, einem Staat, der der Gaya-Föderation angehörte.

## Wirtschaft und Verkehr
Mit dem Expressway 10 ist die Stadt an das Großverkehrsnetz Südkoreas angeschlossen. Zum Stadtgebiet gehört seit 1990 der Sacheon Airport.
Die Korea Aerospace Industries (KAI) fertigt in lokalen Werk den Militärhubschrauber KAI Surion. Zudem gibt es hier das KAI Aerospace Museum.
2024 wurde in Sacheon die Korea AeroSpace Administration gegründet.

## Städtepartnerschaften
- Jeongeup, Südkorea (seit 1999)
- Miyoshi, Japan (seit 2001)

## Persönlichkeiten
- Jang Hui-ryoung (* 1993), Schauspielerin
- Baek Ji-hoon (* 1985), Fußballspieler